# 威爾遜半鈎鯰
威爾遜半鈎鯰，為輻鰭魚綱鯰形目甲鯰科的其中一種，為熱帶淡水魚，分布於南美洲哥倫比亞Truando河流域，體長可達32.5公分，棲息在沙底質且流動的溪流底層水域，生活習性不明。

## 扩展阅读
維基物種上的相關：威爾遜半鈎鯰